# Marlene Gutiérrez
Marlene Gutiérrez – meksykańska zapaśniczka w stylu wolnym. Zdobyła srebrny medal na igrzyskach Ameryki Środkowej i Karaibów w 1998 roku.